# 肝細胞
肝細胞（（hepato-意爲肝，-cyte意爲細胞））是肝臟實質中的一類多面体形的腺上皮細胞。肝臟細胞直徑在20-30um之間，使用H&E染色於光學顯微鏡下觀察可見其細胞質整體嗜酸性並含有嗜鹼性顆粒、細胞核大而圓、核仁大且染色體着色淺。肝細胞的再生能力較強，常可見到含2個核的細胞，甚至有細胞是8倍體乃至16倍體。

## 位置
肝細胞位於肝小葉（hepatic lobule）中。肝小葉是肝實質被結締組織分隔成的肝區域，肝小葉中央是一條中央靜脈，肝細胞則在中央靜脈的法向平面上呈放射狀排列成肝板，相鄰肝板之間有爲肝細胞輸送營養的肝血竇。相鄰肝細胞之間會有局部細胞膜內凹，形成膽小管，接縫處以緊密連接相連，以確保管腔的密閉性。

## 形態
肝細胞外形呈立方體形，直徑約爲20-30微米。在光鏡下觀察經過H&E染色的肝細胞切片可見肝細胞核呈圓形且體積大，細胞質整體爲嗜酸性，但有嗜鹼性的顆粒。肝細胞核中核仁大、染色質着色較淺，提示肝細胞核中異染色質較少，基因表達活躍。肝細胞擁有較強的再生能力，在特定條件下能夠快速分裂。肝細胞常可見到多倍體，比率則隨物種不同而異，如大鼠肝細胞多倍體的比率可達8至9成，成人則約3至4成。肝細胞一般含有2個核，且有部分肝細胞爲8倍體甚至16倍體。根據統計，成人肝臟內有30-40%的肝細胞係4倍體以上的多倍體。
肝細胞的細胞質中，滑面內質網（SER）、溶酶體和核糖體（Ri）、糙面內質網（RER）以及高爾基複合體（GC）均十分豐富。爲了維持肝細胞的高代謝率，肝細胞內線粒體（Mi）數目很多，因此常常作爲獲取線粒體的素材。另外，肝細胞內還有一定數目的包涵體，內含脂肪、糖原等。
肝細胞有三個不同的功能面：血竇面、細胞連接面、膽管面（均以指向的面而得名），其中血竇面和膽管面有發達的微絨毛，以實現快速的物質交換。

## 功能
肝細胞能藉助發達的滑面內質網實現藥物代謝等代謝、解毒作用。同時，肝細胞還能合成膽固醇以及甘油三酯。膽汁也是由肝細胞分泌。此外，肝細胞的蛋白合成活動也比較旺盛，可以合成血清白蛋白等蛋白質。在肝臟受損等情況下，肝細胞能迅速進入細胞週期，進行快速分裂。